# おおいた
おおいたは、宇和島運輸が運航しているフェリー。

## 概要
べっぷ2の代船として内海造船瀬戸田工場で建造され、2004年1月18日に就航した。
共有建造制度を利用して建造された鉄道建設・運輸施設整備支援機構との共有船である。

### 就航航路
- 八幡浜港 - 臼杵港

本船とさくらの2隻で1日7往復を運航する。ドック期間中および代船運航中は減便となる。
- 八幡浜港 - 別府港（別府観光港）

ドック期間の代船として別府航路で運航される場合がある。

## 設計
全通二層甲板型の旅客船兼自動車渡船である。
先に就航したえひめの同型船であるが、航海船橋甲板の船室が削減されており、旅客定員が75名、総トン数が約40トン少ない。
ランプウェイは船首（バウバイザー付）および船尾の2箇所に装備されている。

## 船内

### 船室
- 特等室（2-4名） - ベッド、ソファーセット、トイレ、化粧台付
- 一等室（4-8名） - 枕、毛布、マット付
- 二等室
- ドライバー室

### 設備
- 売店
- ゲームコーナー
- マッサージチェア

## 事故・インシデント

### 岸壁への衝突
2007年10月7日、5時45分、着岸中に発生した1号補機の過給機の故障により、2号補機のみの単独運転で別府観光港を出港して八幡浜港へ向かった本船は、別府観光港の防波堤内を航行中、単独運転していた2号補機の異常停止により主電源を喪失、操船不能となった。急遽、両舷錨を投入したものの、その直後、沖防波堤南灯台の西方180メートルの東防波堤先端部に衝突、本船はバルバスバウの右舷側に凹損およびバウバイザーの右舷中央部に擦過傷を生じ、防波堤の衝突箇所に設置されていた東防波堤灯台が基部から倒壊した。旅客および搭載車両に被害はなく、2号補機の再始動が試みられたが、復旧後に再び停止したため、来援した海上保安庁の巡視艇に曳航され、岸壁に戻された。事故原因は、故障により発電機の並列運転ができない状態となった際、安全管理規程に反して運航を中止しなかった為、単独運転中の発電機が停止した際に操船不能となり防波堤に衝突したもので、船長が発航中止の措置をとらなかったことおよび機関長が発航中止を進言しなかったことが原因とされた。